# التشجيع

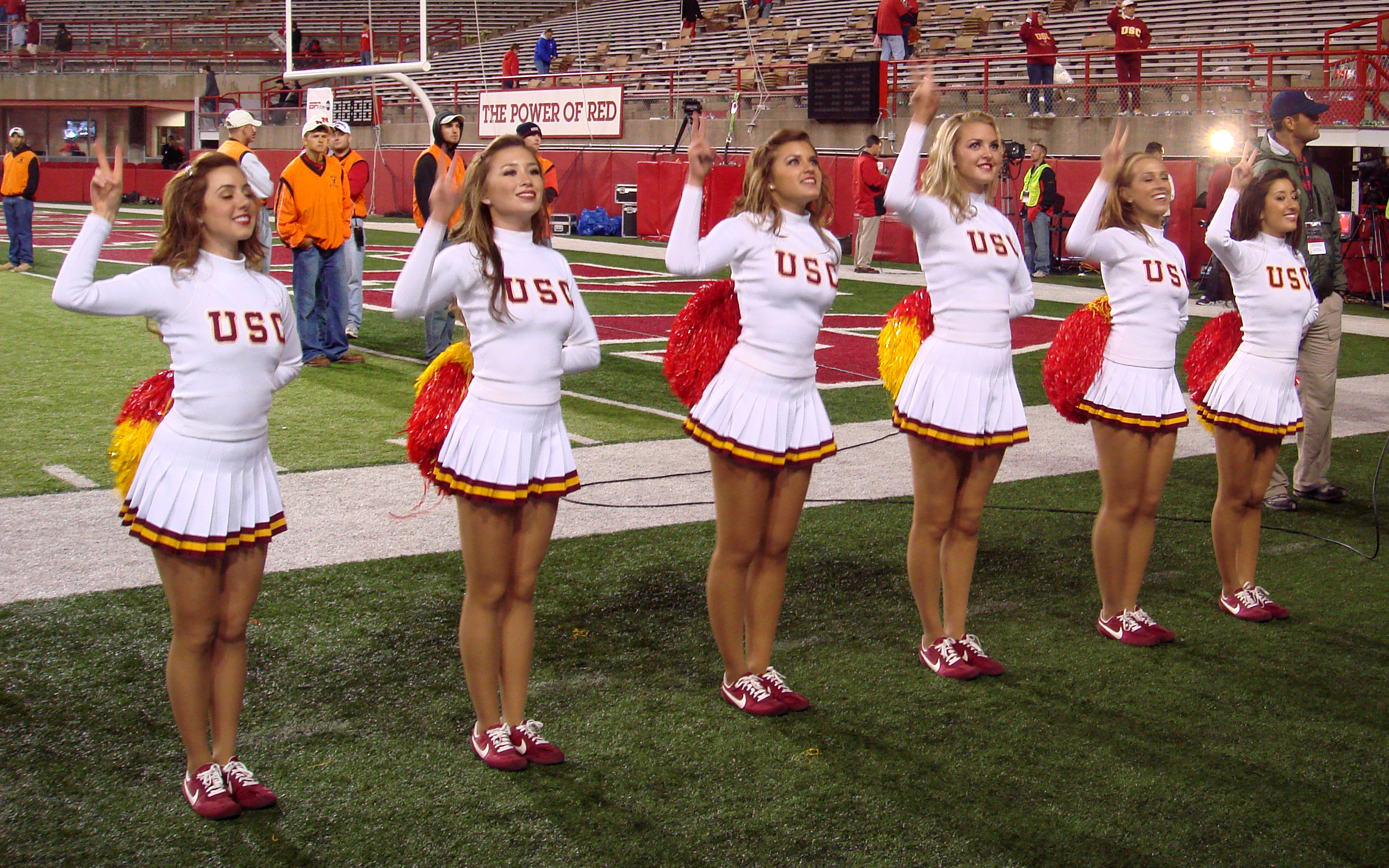
مشجعات جامعة كاليفورنيا الجنوبية.

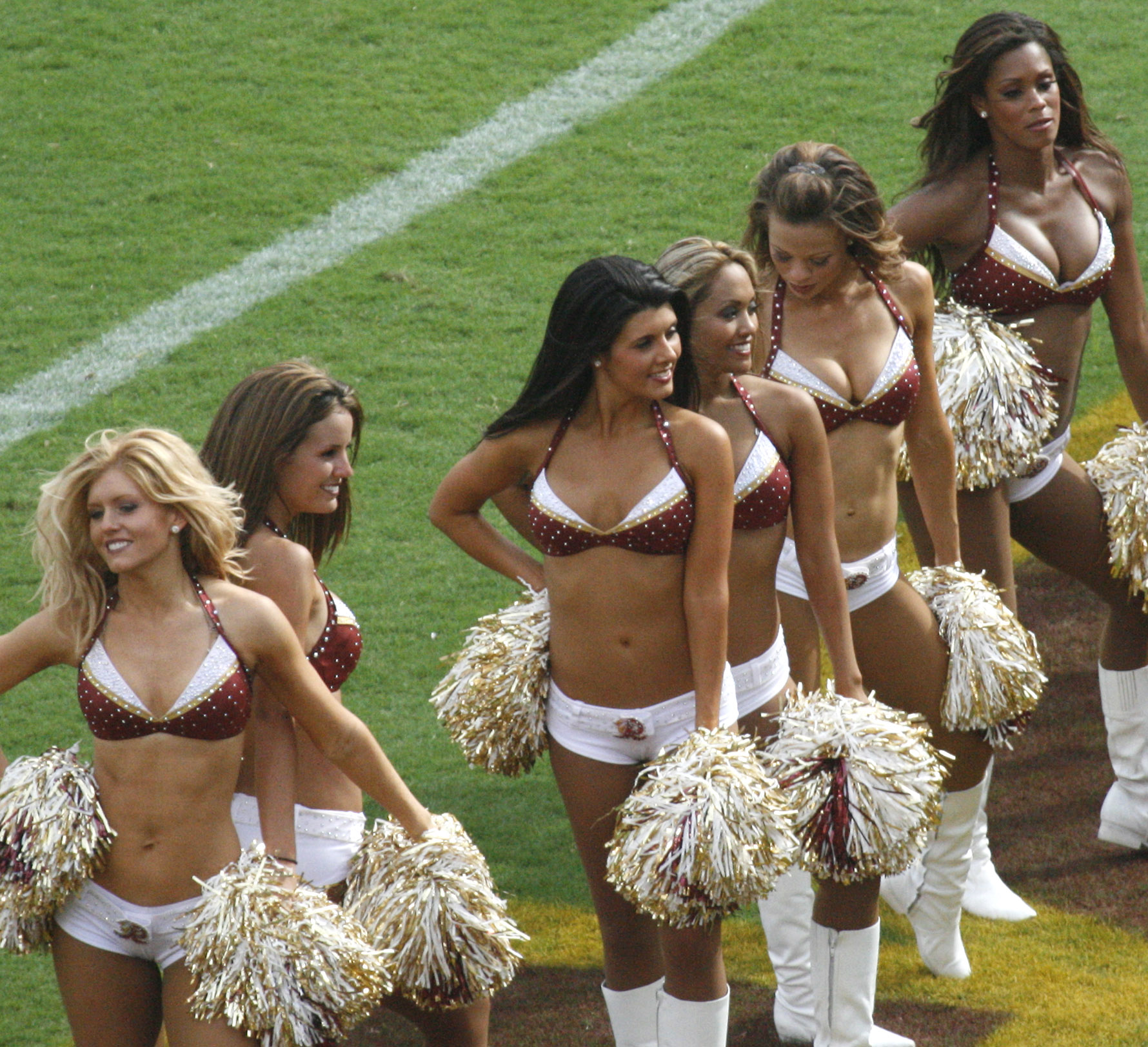
مشجعات في دوري كرة القدم الأمريكية.

تعد رياضة التشجيع نشاطاً يهتف فيه المشاركون المدعوون بالمشجعين لفريقهم كشكل من اشكال الدعم المعنوي. ويمكن ان تتراوح شدة هذا الدعم من التغني بالشعارات إلى الحركات الجسدية الشديدة. ويمكن ان تؤدى لتحفيز الفرق الرياضية أو ترفيه الجمهور أو لغرض المنافسة. وتتراوح مدة روتينات التشجيع بين الدقيقة والثلاث دقائق وتحتوي تركيبات مثل الهبوط والرقص والقفز والهتافات والمخاطرات.
نشأت رياضة التشجيع في الولايات المتحدة وبقيت في الغالب هناك اذ يقدر عدد المشاركين فيها بـ3.85 مليون شخص اعتباراً من عام 2017. وقد قاد كل من بث قناة أي اس بي ان لمسابقة التشجبع العالمية عام 1997 وصدور فيلم برينغ ات اون عام 2000 الظهور العالمي لرياضة التشجيع. ويضم الاتحاد العالمي للتشجيع اليوم 116 دولة عضو بما يقارب 7.5 مليون مشاركاً حول العالم. واكتسبت هذه الرياضة شعبية كبيرة في كل من أستراليا وكندا والصين وكولومبيا وفنلندا وفرنسا والمانيا واليابان وهولندا ونيوزلندا والمملكة المتحدة وتبدو انها ستزداد شعبية كون رواد هذه الرياضة يسعون للحصول على الاعتراف الاولمبي.
وتتصدر رياضة التشجيع نسب الاصابات الكارثية للرياضيات الإناث في الرياضة واكثر هذه الاصابات مرتبطة بتنفيذ المخاطرات والتي تعرف ايضاً باسم الاهرام.

## التاريخ

### مرحلة ما قبل التشجيع المنظم
بدات رياضة التشجيع خلال اواخر القرن الثامن عشر بتمرد نظمه الطلبة الذكور. تعرض الطلبة بعد الحرب الثورية الامريكية إلى معاملة قاسية من الاساتذة. ورد الطلبة على سوء معاملة الكلية لهم بعنف اذ بدأ طلبة البكالوريوس أعمال شغب بحرقهم لمبانٍ في حرم الجامعة واعتدائهم على طاقم الكلية. وفي مسعاهم لطريقة أفضل ليحظوا ياستقلالهم، ابتكر الطلبة ونظموا نشاطاتهم اللامنهجية الخاصة بعيداً عن سيطرة الاساتذة. وهذا كان تقريباً بداية شعلة الرياضات الأمريكية التي بدأت بالفرق الجامعية.
وفي ستينيات القرن التاسع عشر، بدأ طلبة من بريطانيا العظمى بالتشجيع والغناء سوية لرياضييهم المفضلين في المحافل الرياضية وسرعان ما انتقلت هذه الظاهرة عبر القارات ووصلت إلى أمريكا.
شهدت الولايات المتحدة في السادس من تشرين الثاني من عام 1869 أول مباراة كرة قدم بين الجامعات في تاريخها بين كل من جامعة برينستون وجامعة روتجرز. وقد سجل ذلك اليوم أول استخدام لهتاف «سيس بوم را» الاصلي اذ تغنى به المشجعون الطلبة.

### بداية التشجيع المنظم
بدأ التشجيع المنظم كنشاط حصري للذكور. وفي اوائل عام 1877 وثقت جامعة برينستون «مسابقة تشجيع برينستون» في إصدارات 22 شباط 1877 و12 اذار 1880 و4 تشرين الثاني 1881 من مجلة «ذا دايلي بريستونيان». وكان الطلبة الذين يحضرون المباريات ينشدون هذه الهتافات من المدرجات فضلاً عن ترديد الرياضيين انفسهم لها. ولا يزال هتاف «هوراه! هوراه! هوراه! تايكر! س-س-س-ت! بوووم! ا-ه-ه-ه!» مستخدماً حتى يومنا هذا مع بعض التعديلات البسيطة ويشار اليه في وقتنا الحاضر بهتاف «لوكوموتيف».
انتقل توماس بييبلز خريج جامعة برينستون دفعة 1882 إلى مينيسوتا في 1884 وقد نقل معه فكرة وجود حشود منظمة لتشجيع في مباريات كرة القدم في جامعة مينيسوتا. كان مصطلح «رئيس التشجيع» يستخدم منذ اوائل عام 1897 عند تسمية مسؤولي رياضة كرة القدم في برينستون ثلاثة طلبة ك«رؤساء تشجيع» وهم كل من توماس وايستون وغيرين خريجي دفعات 1897 و1898 و1899 على التوالي في السادس والعشرين من تشرين الأول عام 1897. كان هؤلاء الطلبة يشجعون الفريق حتى في التدريبات، وقد جهزت اقسام تشجيع خاصة في المدرجات خلال المباريات للفريق المستضيف والفريق الضيف ايضاً.

### ازدياد شعبية التشجيع
ازدياد شعبية التشجيع: في عام 1949 افتتح لورانس «هيركي» هيركيمير (مشجع سابق في جامعة ساوثرن ميثوديست من دالاس  تكساس) صف تعليم التشجيع في هنتسفيل تكساس بمشاركة 52 فتاة. كان الصف مشهوراً جداً لدرجه انه قد طُلب من هيركيمير أن يعقد جلسة ثانية حيث شارك فيها 350 شابة. ثم أسس هيركيمر الجمعية الوطنية للمشجعين (NCA) للمساعدة في تنمية النشاط وتوفير تعليم التشجيع للمدارس في جميع أنحاء البلاد.